# أندرو بيلشر
أندرو بيلشر (بالإنجليزية: Andrew Belcher)‏ هو شخصية أعمال أمريكي، ولد في 1706، وتوفي في 1771.